# Czosnek Barszczewskiego
Czosnek Barszczewskiego (Allium barsczewskii Lipsky) – gatunek byliny należący do rodziny amarylkowatych (Amaryllidaceae) i podrodziny czosnkowych (Allioideae Herbert). Występuje naturalnie na obszarze od północno-wschodniego Iranu aż po zachodnią część Himalajów. Kwitnie w lipcu.

## Rozmieszczenie geograficzne
Rośnie naturalnie w Kazachstanie, Kirgistanie, Uzbekistanie, Tadżykistanie, Iranie, Afganistanie oraz Pakistanie.

## Morfologia
CebulaMają jajowaty bądź cylindryczny kształt. Osiągają do 3–5 cm długości. Są połączone ze skośnie rosnącym kłączem.
ŁodygaDorasta do 30–45 cm wysokości. Dolna część łodygi objęta jest pochwami liściowymi.
KwiatyZebrane w półkoliste kwiatostany o średnicy 1–2 cm. Osadzone są na szypułkach o długości od 0,5 do 1 cm. Działki kielicha mają różową barwę.
OwocePodłużne torebki o długości 2–3 mm.